# ОШ „Свети Сава” Какмуж
ОШ „Свети Сава” једна је од основних школа у општини Петрово. Налази се у улици Баре 11, у Какмужу. Име је добила по Светом Сави, српском принцу, монаху, игуману манастира Студенице, књижевнику, дипломати и првом архиепископу аутокефалне Српске православне цркве.

## Историјат
Прва школска зграда у Какмужу је грађена 1924. и 1925. године средствима која је сакупио народ и уз помоћ општине. Почела је са радом у октобру 1925. године. Школском подручју су припадала села Какмуж, Сочковац, Лохиња, Петрово Село, Брђани, јер других школа у близини није било, осим у Порјечини и Бољанићу. Настава се одвијала редовно све до 1941. када је почео рат. Школске 1945—46. године мештани су извршили најнужније поправке на школској згради у Какмужу и направили клупе за ученике. Први ученици су прерасли за школу. Од тада се настава одвијала редовно уз стално усавршавање и опремање старог објекта, све до 1973. године када је изграђен нови школски објекат.
Нова школска зграда је грађена од јула 1972. године. У то време је школски објекат био међу најсавременијим и најмодерније опремљеним у Босни и Херцеговини. У Стокхолму је 7. априла 1971. године убијен Владимир Роловић, након чега је школа у Какмужу добила његово име. Међу наградама које су примили су највеће републичког признање 1981. године, Плакета општине Петрово 2004. и признање за свеукупан рад. Школско подручје је обухватило Какмуж, Сочковац, Горњи и Доњи Лохињу, Карановац и 1980—1991. године Петрово Село. Године 1992. је прекинуто извођење наставе. Школа мења назив у ОШ „Свети Сава” првог јуна 1992. године.
По завршетку рата ученици су се из сеоских пунктова – кућа вратили у школске просторије. Постепено се, захваљујући донаторима, оспособљавао простор, набављена учила, 2002—03. године је обновљена, купљен је нови намјештај, компјутери, књиге за библиотеку, већа количина је добијена од донатора из Лазаревца и Великих Црљена. На лето 2003. године је уређен школски објекат средствима Министарства просвете и културе Републике Српске, те се школа сврстава у ред најуређенијих у Републици.

## Догађаји
Догађаји основне школе „Свети Сава”:
- Дан реке Спрече[3]
- Међународни дан жена[4]
- Пројекат „Доситеј”[3]